# ولیکا وس (ناحیه پراگ-شرق)
ولیکا وس (ناحیه پراگ-شرق) (به چکی: Veliká Ves) یک منطقهٔ مسکونی در جمهوری چک است که در ناحیه پراگ-شرق واقع شده‌است.